# Schienenfahrzeuge von Rheinbraun
Die Schienenfahrzeuge von Rheinbraun fahren auf Strecken der Werksbahn der Firma RWE Power (früher Rheinbraun) im Rheinischen Braunkohlerevier, insbesondere die Nord-Süd-Bahn und die Hambachbahn. Sie sind abweichend von der in Deutschland üblichen Bahnstrom-Spannung (15 kV bei 16,7 Hz) mit Einphasenwechselstrom von 50 Hz bei einer Nennspannung von 6 kV elektrifiziert. Aufgrund der großen Transportmengen müssen die Lokomotiven eine hohe Zugkraft aufweisen, daher handelt es sich bei den Elektrolokomotiven allesamt um Spezialentwicklungen. Des Weiteren wurden einigen Lokomotiven der Baureihe EL 1 als erste E-Loks der Welt mit Thyristorsteuerung in Betrieb genommen und waren damit ein Meilenstein in der Entwicklung von elektrischen Triebfahrzeugen.
Auch wenn der Großteil der Strecken elektrifiziert ist, wurden und werden überwiegend innerhalb der Werke und zum Verschub jedoch auch Dieselloks vorgehalten, die größeren werden durchaus auch vor leichten Zügen im Streckendienst eingesetzt. Die Dieselloks entsprechen jedoch im Gegensatz zu den E-Loks den Standardtypen der jeweiligen Hersteller.

## Lokomotiven
| Baureihe                       | Betriebsnrn.                   | Anzahl | Baujahr(e) | Hersteller/Fabriknummer                   | Achsfolge | Dienstgew. | Anmerkungen                                                           | Bild |
| ------------------------------ | ------------------------------ | ------ | ---------- | ----------------------------------------- | --------- | ---------- | --------------------------------------------------------------------- | ---- |
| Henschel Typ Döring & Lehrmann | 007, 016, 019, 029, 030 (1960) | 5      | 1915-1923  | Henschel 16429, 17684, 19153, 19155       | B n2t     | 25,8 t     | ausgemustert 1960, 900 mm Spurweite                                   |      |
| Jung Typ Susa                  | 042 und 046 (1960)             | 2      | 1922       | Jung 7043, 8369                           | B n2t     | 24,8 t     | ausgemustert Ende 1960er, 900 mm Spurweite                            |      |
| Villebahn 1 bis 5              | 312, 313, 330–332 (1960)       | 5      | 1901–1917  | Henschel 5979, 5980, 13303, 14290, 15187  | C n2t     | 52,5 t     | ausgemustert 1965; Normalspur                                         |      |
| Rheinbraun 318–319             | 318–319 (1960)                 | 2      | 1940       | Krupp 2149, 2154                          | D n2t     | 59,7 t     | ausgemustert 1992; Normalspur, Lok 319 ist heute in Dänemark erhalten |      |
| Neurath 2 und 5                | 323 und 326 (1960)             | 2      | 1942, 1953 | Jung 9838, 11970                          | D n2t     | 80 t       | ausgemustert 1969; Normalspur                                         |      |
| Rodder 10-14                   | 333-337 (1960)                 | 5      | 1909-1917  | Henschel 9300, 10981, 12320, 14291, 15186 | D n2t     | 70 t       | ausgemustert 1965; Normalspur                                         |      |
| Rodder 30 und 31               | 338–339 (1957)                 | 2      | 1947       | Henschel 28275, 28276                     | 1'E n2    | 84 t       | entspricht DR-Baureihe 52 ausgemustert 1957                           |      |

| Baureihe              | Betriebsnrn.                 | Anzahl                   | Baujahr(e)    | Hersteller                                   | Achsfolge | Leistung   | Dienstgew.                           | Anmerkungen | Bild    |
| --------------------- | ---------------------------- | ------------------------ | ------------- | -------------------------------------------- | --------- | ---------- | ------------------------------------ | --- | ------- |
| Gruhlwerk 206–210     | 206–210 (1964)               | 5 (1964),                | ca. 1923      | Henschel Siemens- Schuckert Werke            | Bo’Bo’    | 4 × 88 kW  | 46 t                                 | 40 km/h Spurweite 900 mm ausgemustert 1964                                                                                            |         |
| Roddergrube 41 und 42 | 205, 1020, 1080 (1964)       | 3 (1964),                | 1924          | BBC                                          | Bo’       | 2 × 81 kW  | 25 t                                 | 25 km/h Spurweite 900 mm ausgemustert 1966                                                                                            |         |
| Roddergrube 1–18      | 1055–1072 (1964)             | 18 (1964),               | 1924–1930     | Henschel Siemens- Schuckert Werke            | Bo’       | 2 × 86 kW  | 24 t                                 | 35 km/h Spurweite 900 mm ausgemustert bis 1975. Eine Lokomotive in Wölfersheim erhalten.                                              |         |
| Roddergrube 19–25     | 1073–1079 (1964)             | 7 (1964),                | 1924–1930     | Henschel Siemens- Schuckert Werke            | Bo’       | 2 × 108 kW | 30 t                                 | 25 km/h Spurweite 900 mm ausgemustert bis 1975. Eine Lokomotive in Braunkohlenzentrum Liblar erhalten.                                |         |
| Roddergrube 43...59   | 1021, 1022, 1081–1084 (1964) | 6 (1964),                | 1928          | BBC                                          | Bo’Bo'    | 4 × 110 kW | 60 t                                 | 35 km/h Spurweite 900 mm ausgemustert bis 1965. Zwei Lokomotiven bei Wachtlbahn erhalten.                                             |         |
| Krupp/AEG Typ Zukunft | 1103...1117 (1964)           | 11 (1957),               | 1952–1957     | Krupp SSW AEG                                | Bo’Bo'Bo' | 6 × 200 kW | 120 t                                | 45 km/h Spurweite 900 mm ausgemustert bis 1975.                                                                                       |         |
| EL 1                  | 500–635 mit Lücken           | 107                      | 1954–1965     | Krupp, Henschel, Krauss-Maffei AEG, BBC, SSW | Bo’Bo’    | 4 × 655 kW | 126 t (Krauss-Maffei); 139 t (Krupp) | teilweise ausgemustert | Nr. 503 |
| EL 2                  | 682–693                      | 12                       | 1950–1954     | diverse                                      | Bo’Bo’    | 4 × 275 kW | 90 t – 100 t                         | ausgemustert, aufgrund des abweichenden Stromsystems von 1,2 kV Gleichspannung wurden die EL2 nur auf bestimmten Strecken eingesetzt. | Nr. 503 |
| EL 4                  | 1035–1048 (1983)             | 10 (1983), insgesamt 117 | ca. 1948–1956 | Henschel Siemens- Schuckert Werke            | Bo’Bo’    | 4 × 190 kW | 75 t                                 | 40 km/h Spurweite 900 mm ausgemustert 1988 Denkmal-Bahn Alt-Hürth                                                                     |         |
| EL 10                 | 1100...1110                  | 7                        | 1950–1954     | Henschel Siemens- Schuckert Werke            | Bo’Bo’Bo' | 6 × 190 kW | 120 t                                | 50 km/h Spurweite 900 mm ausgemustert 1974 Denkmal Schöningen                                                                         |         |
| EL 2000               | 501–510                      | 10                       | 1999          | ADtranz                                      | Bo’Bo’    | 4 × 760 kW | 140 t                                | Höchstgeschwindigkeit 70 km/h | Nr. 503 |

| Betriebsnummer(n)     | Anzahl | Baujahr(e) | Hersteller    | Bauart              | Achsfolge | Leistung         | Anmerkungen          | Bild    |
| --------------------- | ------ | ---------- | ------------- | ------------------- | --------- | ---------------- | -------------------- | ------- |
| 450–452               | 3      | 1948–1951  | Deutz/KHD     | V6M436R             | C dm      | 265 kW /360 PS   | ausgemustert         |         |
| 453–455 und 458–460   | 6      | 1955–1956  | Krauss-Maffei | ML500C              | C dm      | 367 kW / 500 PS  | ausgemustert         |         |
| 457                   | 1      | 1948       | Deutz/KHD     | A6M517R             | B dm      | 79 kW / 107 PS   | ausgemustert         |         |
| 462–470               | 9      | 1954–1958  | Deutz/KHD     | T4M625R / KS230B    | B dm      | 169 kW / 230 PS  | ausgemustert         |         |
| 471–481 außer 474/477 | 9      | 1963       | Deutz/KHD     | MG530C              | C dh      | 390 kW / 530 PS  |                      | Nr. 473 |
| 474 / 477             | 2      | 1963       | Deutz/KHD     | DG 1000 BBM         | Bo’Bo’ dh | 736 kW / 1000 PS |                      | Nr. 477 |
| 482–483               | 2      | 1955–1958  | Krupp         | 200 PS              | B dh      | 147 kW / 200 PS  | umgespurt von 900 mm |         |
| 484–485               | 2      | 1983       | Gmeinder      | D 60 C              | C dh      | 463 kW / 600 PS  |                      | Nr. 485 |
| 486                   | 1      | 1993       | Gmeinder      | D 100 BB            | Bo’Bo’ dh | 736 kW / 1000 PS |                      | Nr. 486 |
| 488                   | 1      | 1961       | Deutz / KHD   | DG 1000 BBM         | Bo’Bo’ dh | 736 kW / 1000 PS | 2006 gekauft         | Nr. 488 |
| 489                   | 1      | 2012       | Vossloh       | MaK G 1206          | Bo’Bo’ dh | 1500 kW          |                      | Nr. 489 |
| 490                   | 1      | 2015       | Voith         | Voith Gravita 10 BB | Bo’Bo’ dh | 1000 kW          |                      | Nr. 489 |

## Wagen und weitere Fahrzeuge
Da die Werkbahn der Rheinbraun überwiegend Braunkohle und andere Schüttgüter befördert, besteht der Wagenpark zum allergrößten Teil aus Schüttgutwagen verschiedener Bauarten, darunter auch die für den Braunkohleabbau charakteristischen Einseitenkipper. Für Transporte von Kohlenstaub werden außerdem Staubgutwagen eingesetzt.
Vorwiegend für Wartungs- und Gleisbauzwecke wird eine Vielzahl weiterer Fahrzeuge vorgehalten, außerdem ein MAN-Schienenbus (Nummer 808, Hersteller MAN) für Streckenbereisungen und Sonderfahrten.